# Leave in Silence
«Leave in Silence» (в переводе с англ. — «Ухожу в тишине») — песня британской группы Depeche Mode, третий и последний сингл из их второго студийного альбома A Broken Frame, шестой в дискографии группы. Записан в Blackwing Studios, вышел 16 августа 1982 года. Это первый сингл Depeche Mode, для каталожного номера которого было использовано обозначение «BONG», которое использовалось до выхода сингла «Personal Jesus» (версия 2011 года). Это также их первая песня, которая имела более одного ремикса. В США оригинального коммерческого релиза не было.

## О песне
«Leave in Silence» появилась в четырёх версиях. Для версии сингла из альбомной версии была удалена небольшая интерлюдия в конце. Также есть более длинная версия, и более «тихая» (англ. Quieter) — это версия почти «а капелла», в ней были оставлены только небольшие музыкальные семплы. Более длинная версия песни заменяет альбомную в американской и японской версиях A Broken Frame.
Сторону «Б» занимает «Excerpt From: My Secret Garden» — инструментальная версия «My Secret Garden» — песня, которая вместе с «Leave in Silence» появится спустя чуть более месяца в альбоме A Broken Frame. «Further Excerpts From: My Secret Garden» — это более длинная версия, она была включена в качестве бонус-трека в американскую и японскую версии A Broken Frame.
В феврале 2006 года, во время тура в поддержку альбома Playing the Angel, «Leave in Silence» была спета Мартином Гором перед парижской аудиторией, и оставалась в сет-листе до окончания тура. Это был первый случай живого исполнения песни из альбома A Broken Frame за почти два десятилетия, когда «Leave in Silence» исполнялась во время тура в поддержку альбома Black Celebration в 1986 году. Также, спустя 7 лет, песня снова была перепета Мартином Гором на одном из концертов тура в поддержку альбома Delta Machine.

## Музыкальное видео
Клип на песню снял режиссёр Джулиен Темпл. В нём участники группы разбивают разные вещи, а также говорят друг с другом, при этом их лица окрашены в разные цвета. Это видео участникам группы не понравилось, и не было включено в видеосборник 1985 года Some Great Videos.

## Списки композиций
Слова и музыка всех песен — написаны Мартином Гором.
| №  | Название           | Длительность |
| -- | ------------------ | ------------ |
| 1. | «Leave in Silence» | 4:00         |

| №  | Название                         | Длительность |
| -- | -------------------------------- | ------------ |
| 1. | «Excerpt From: My Secret Garden» | 3:14         |

| №  | Название                                  | Длительность |
| -- | ----------------------------------------- | ------------ |
| 1. | «Leave in Silence» (Longer)               | 6:32         |
| 2. | «Further Excerpts From: My Secret Garden» | 4:23         |
| 3. | «Leave in Silence» (Quieter)              | 3:42         |

| №  | Название                                  | Длительность |
| -- | ----------------------------------------- | ------------ |
| 1. | «Leave in Silence»                        | 4:00         |
| 2. | «Excerpt From: My Secret Garden»          | 3:16         |
| 3. | «Leave in Silence» (Longer)               | 6:32         |
| 4. | «Further Excerpts From: My Secret Garden» | 4:23         |
| 5. | «Leave in Silence» (Quieter)              | 3:42         |

## Позиции в хит-парадах
| Хит-парад (1982)                | Позиция |
| ------------------------------- | ------- |
| Великобритания (OCC UK Singles) | 18      |
| Швеция (Sverigetopplistan)      | 17      |
| ФРГ (Media Control AG)          | 58      |